# 羅源駅
羅源駅は、 中華人民共和国 福建省 福州市 羅源県 松山鎮 百花村にあり、南昌鉄道局に帰属し、2009年9月28日に、 温福線と同時に開業した。 

## 歴史
2009年9月28日に正式に開業した。 

## 隣接駅
中国国鉄
温福線
寧徳駅　-　羅源駅　-　連江駅